# Swing (jazzmuziek)

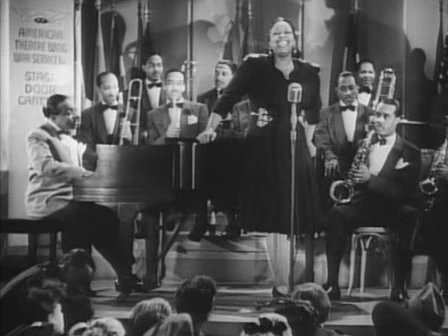
Het orkest van Count Basie met zangeres Ethel Waters

Swingmuziek, ook wel bekend als swing jazz of gewoon swing, is een vorm van jazz die in de Verenigde Staten ontstond in het begin van de jaren 1930 en zich tegen 1935 ontwikkelde tot een kenmerkende stijl. Onder impuls van bigbands zoals die van Fletcher Henderson, Count Basie en Duke Ellington werd deze muziek met haar opwindende ritmes vooral populair als dansmuziek. De bloeiperiode van de swing liep van ongeveer 1930 tot midden jaren 1940.
In de Amerikaanse traditie wordt swing meestal geassocieerd met de muziek van onder anderen Count Basie, Duke Ellington, Glenn Miller en Benny Goodman. In de Europese traditie wordt swing meestal geassocieerd met de gipsyjazzmuziek van onder anderen Django Reinhardt, Stéphane Grappelli en hun Quintette du Hot Club de France.
Enkele kenmerken van de muziek uit deze stijlperiode zijn:
- gebruik van een swingritme
- tempi vaak medium of up-tempo, met accent op de tweede en vierde tel van een vierkwartsmaat
- instrumentale solo's worden het muzikale brandpunt en vervangen de zang (die pas door Louis Armstrong weer populair is gemaakt)

Instrumentaal gezien begint men het typische jazzensemble te kristalliseren, onder andere door de volgende kenmerken:
- een stevige ritmesectie, meestal met contrabas en drums
- orkestrale rollen duidelijk verdeeld in ritmesectie, harmonische textuur en solisten
- banjo meestal vervangen door gitaar

## Geschiedenis
De jazzstijlen in de periode 1920-1930 werden meestal gespeeld met ritmes met twee beats, waarbij er vaak naar werd gestreefd om de stijl van contrapuntische improvisatie, ontwikkeld door de eerste generatie van jazzmusici in New Orleans, te reproduceren. In de late jaren 1920, echter, werden grotere ensembles met uitgeschreven arrangementen de norm, en een subtiele stilistische verschuiving vond plaats in het ritme, dat een four beat-gevoel ontwikkelde met een soepel gesyncopeerde stijl van spelen, terwijl de ritmesectie de melodie ondersteunde met een gestaag viertels-ritme.
Net als jazz werd swing gecreëerd door Afro-Amerikanen en het effect daarvan op de totale Amerikaanse cultuur was zodanig dat het de naam werd van een heel tijdperk in de VS: de swing era. Swingmuziek deed normaal gezien geen beroep op strijkers en gebruikte eenvoudiger arrangementen waarbij de blazers en geïmproviseerde melodieën een belangrijke rol kregen toebedeeld.
Louis Armstrong relativeerde tijdens een radio-uitzending, waarbij Bing Crosby hem als The master of Swing introduceerde, de vernieuwing die swing bracht als volgt: Ach, swing, wel, wij noemden het syncopen - vervolgens noemden ze het ragtime, dan blues - dan jazz. Nu is het 'swing'. Die blanken maken er een puinhoop van.